# Taicang
Taicang (chin. 太仓市) este un oraș sub administrația orașului Suzhou, provincia Jiangsu, China. Orașul este situat în estul Republicii Populare Chineze, în apropiere de Shanghai. Are o suprafață de 809,93 km². Populația este de 709.500 locuitori, determinată în 2015.